# Rhodarsenid
Rhodarsenid ist ein sehr selten vorkommendes Mineral aus der Mineralklasse der „Sulfide und Sulfosalze“. Es kristallisiert im orthorhombischen Kristallsystem mit der chemischen Zusammensetzung (Rh,Pd)2As, wobei die in den runden Klammern angegebenen Elemente Rhodium und Palladium sich in der Formel jeweils gegenseitig vertreten können (Substitution, Diadochie), jedoch immer im selben Mengenverhältnis zum beteiligten Arsen stehen.
Rhodarsenid konnte bisher nur in Form von 80 × 100 μm großen Einschlüssen in Platin-Eisen- und Ruthenium-Osmium-Iridium-Legierungen gefunden werden. Im Auflicht hat das Mineral eine bräunliche Farbe mit einem Stich ins Hellgrüne.

## Etymologie und Geschichte
Erstmals entdeckt wurde Rhodarsenid in platinmetallhaltigen Seifenlagerstätten des Srebrnica nahe Veluce in Zentralserbien. Mahmud Tarkian, Saša Krstić, Karl-Heinz Klaska und Wilfried Ließmann beschrieben das Mineral 1997 und benannten es nach den in der Verbindung vorherrschenden Elementen.
Das Typmaterial des Minerals ist im Mineralogischen Museum der Universität Hamburg hinterlegt.

## Klassifikation
In der veralteten 8. Auflage der Mineralsystematik nach Strunz war der Rhodarsenid noch nicht aufgeführt.
In der zuletzt 2018 überarbeiteten Lapis-Systematik nach Stefan Weiß, die formal auf der alten Systematik von Karl Hugo Strunz in der 8. Auflage basiert, erhielt das Mineral die System- und Mineralnummer II/A.05-105. Dies entspricht der Klasse der „Sulfide und Sulfosalze“ und dort der Abteilung „Legierungen und legierungsartige Verbindungen“, wo Rhodarsenid zusammen mit Arsenopalladinit, Atheneit, Genkinit, Isomertieit, Majakit, Menshikovit, Mertieit, Miessiit, Naldrettit, Palladoarsenid, Palladobismutoarsenid, Palladodymit, Polkanovit, Pseudomertieit, Stibiopalladinit, Stillwaterit, Törnroosit, Ungavait, Vincentit und Zaccariniit eine unbenannte Gruppe mit der Systemnummer II/A.05 bildet.
Die von der International Mineralogical Association (IMA) zuletzt 2009 aktualisierte 9. Auflage der Strunz’schen Mineralsystematik ordnet den Rhodarsenid in die Klasse der „Sulfide und Sulfosalze (Sulfide, Selenide, Telluride, Arsenide, Antimonide, Bismutide, Sulfarsenide, Sulfantimonide, Sulfbismutide)“ und dort in die Abteilung „Legierungen und legierungsartige Verbindungen“ ein. Hier ist das Mineral in der Unterabteilung „Legierungen von Halbmetallen mit Platin-Gruppen-Elementen (PGE)“ zu finden, wo es als einziges Mitglied eine unbenannte Gruppe mit der Systemnummer 2.AC.25b bildet.
In der vorwiegend im englischen Sprachraum gebräuchlichen Systematik der Minerale nach Dana hat Rhodarsenid die System- und Mineralnummer 02.04.19.01. Das entspricht der Klasse der „Sulfide und Sulfosalze“ und dort der Abteilung „Sulfidminerale“. Hier findet er sich innerhalb der Unterabteilung „Sulfide – einschließlich Seleniden und Telluriden – mit der Zusammensetzung AmBnXp, mit (m+n):p=2:1“ in einer unbenannten Gruppe mit der Systemnummer 02.04.19, in der auch Palladodymit eingeordnet ist.

## Bildung und Fundorte
Rhodarsenid findet sich in Form von 80 × 100 μm großen Einschlüssen in Platin-Eisen- und Ruthenium-Osmium-Iridium-Legierungen in Seifenlagerstätten. Begleitminerale sind unter anderem Platin-Eisen- und Ruthenium-Osmium-Iridium-Legierungen, Hollingworthit, Irarsit, Sperrylith.
Neben seiner Typlokalität Srebrnica in Serbien konnte Rhodarsenid noch am Pustaya bei Kamtschatka im ostasiatischen Teil Russlands und nahe der Maandagshoek Farm im Bushveld-Komplex Südafrikas gefunden werden.

## Kristallstruktur
Rhodarsenid kristallisiert orthorhombisch, allerdings wurde die genaue Raumgruppe bisher nicht ermittelt. Die Gitterparameter lauten a = 5,87 Å; b = 3,89 Å und c = 7,30 Å sowie 4 Formeleinheiten pro Elementarzelle.